# Bresternica
Bresternica je naselje v Mestni občini Maribor.
Bresternica leži 5 km zahodno od Maribora, na terasi med Dravo in strmimi pobočji Kozjaka (Brestrniški vrh, 489 m) ob cesti Maribor - Dravograd. Razpotegnjeno naselje ima staro jedro med Kamníškim in Brest(e)rniškim potokom, zahodno od katerega je naselje Jelovec. Ob Dravi je na vzhodu (blizu Kamnice) hidroelektrarna Mariborski otok, nad njo pa zajezitveno Mariborsko jezero (tudi Bresterniško jezero). Na jezeru je turistično naselje s čolnarno, veslaškim klubom ter restavracijami.